# I cercatori d'oro
I cercatori d'oro (Road to Utopia) è un film del 1946 diretto da Hal Walker.
Interpretato dal trio formato da Bing Crosby, Bob Hope e Dorothy Lamour, fu il quarto film della serie Road to.... Ambientato in Alaska ai tempi della corsa all'oro, racconta di due artisti di vaudeville che corrono dietro alla fortuna. Gli sceneggiatori Norman Panama e Melvin Frank ottennero la candidatura all'Oscar alla migliore sceneggiatura non originale.

## Trama
A casa di Sal e Chester, una coppia di anziani benestanti, riappare, dopo essere scomparso per trentacinque anni, il vecchio amico Duke Johnson che tutti davano per morto. I tre ripercorrono con la memoria la storia della loro amicizia ai bei tempi della corsa all'oro del Klondike, quando si erano incontrati e, insieme, avevano vissuto una storia avventurosa.

## Produzione
Il film fu prodotto dalla Paramount Pictures (con il nome Paramount Pictures Inc.). Venne girato nel 1943, ma non uscì prima del 1946.

### Brani musicali
- Good Time Charlie (parole di Johnny Burke, musica di Jimmy Van Heusen) - eseguita da Bing Crosby e Bob Hope
- Put It There, Pa (parole di Johnny Burke, musica di Jimmy Van Heusen) - eseguita da Bing Crosby e Bob Hope
- It's Anybody's Spring (parole di Johnny Burke, musica di Jimmy Van Heusen) - eseguita da Bing Crosby e Bob Hope
- Personality (parole di Johnny Burke, musica di Jimmy Van Heusen) - eseguita da Dorothy Lamour
- Sunday, Monday or Always (parole di Johnny Burke, musica di Jimmy Van Heusen)
- Welcome to My Dream (parole di Johnny Burke, musica di Jimmy Van Heusen) - eseguita da Bing Crosby
- Would You? (parole di Johnny Burke, musica di Jimmy Van Heusen) - eseguita da Dorothy Lamour

## Distribuzione
Distribuito dalla Paramount Pictures, uscì nelle sale cinematografiche USA il 22 marzo  dopo una prima tenuta a New York il 27 marzo 1946.